# Chelsea Light Moving
Chelsea Light Moving is een Amerikaanse alternatieve rockband die is opgericht in 2012. De band bestaat uit Samara Lubelski, John Moloney, Thurston Moore en Keith Wood.

## Discografie

### Albums
- Chelsea Light Moving (2013, Matador Records)